# Percey-le-Grand

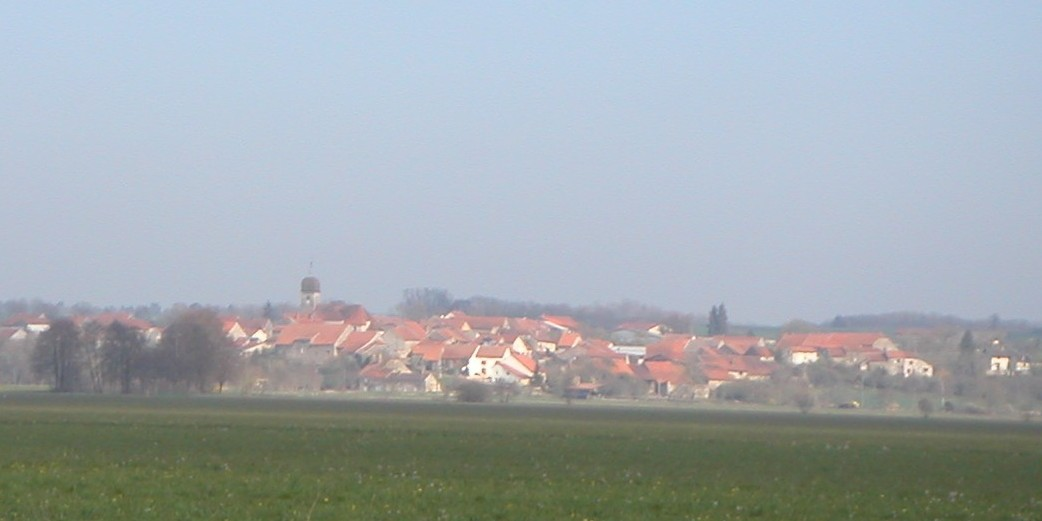
Percey-le-Grand (2007)

Percey-le-Grand ist eine Gemeinde im französischen Département Haute-Saône in der Region Bourgogne-Franche-Comté.

## Geographie
Percey-le-Grand liegt auf einer Höhe von 245 m über dem Meeresspiegel, 24 Kilometer nordwestlich von Gray und etwa 41 Kilometer nordöstlich der Stadt Dijon (Luftlinie). Percey-le-Grand ist die westlichste Gemeinde des Départements Haute-Saône, am östlichen Talrand der Vingeanne.
Die Fläche des 13,88 km² großen Gemeindegebiets umfasst einen Abschnitt im Bereich der Plateaulandschaft nördlich des Saônebeckens. Von Nordwesten nach Südosten wird das Gebiet von der Talniederung der Vingeanne durchquert, die zahlreiche Mäander zeichnet und für die Entwässerung zur Saône sorgt. Die Talaue liegt durchschnittlich auf 240 m und weist eine Breite von ungefähr einem Kilometer auf. Der Fluss wird von der Wasserstraße des Canal de la Saône à la Marne begleitet, die allerdings knapp außerhalb des Gemeindebanns verläuft. 
Vom Flusslauf erstreckt sich das Gemeindeareal nach Nordosten über die Talaue bis auf das angrenzende Plateau, das eine durchschnittliche Höhe von 300 m erreicht. Die Hochfläche besteht aus einer Wechsellagerung von kalkigen und sandig-mergeligen Sedimenten der mittleren Jurazeit. Direkt nordöstlich des Dorfes erhebt sich der Montcierge (308 m). Das Plateau wird durch verschiedene Mulden untergliedert, die sich zum Tal der Vingeanne öffnen. Ganz im Nordosten reicht der Gemeindeboden bis zur Forêt des Louches. Mit 334 m wird auf einer Anhöhe am Rand des Bois de Percey-le-Grand der höchste Punkt der Gemeinde erreicht.
Nachbargemeinden von Percey-le-Grand sind Champlitte im Norden, Orain im Osten, Saint-Maurice-sur-Vingeanne und Chaume-et-Courchamp im Süden sowie Cusey im Westen.

## Geschichte
Reiche Münzfunde aus dem 1., 2. und 3. Jahrhundert weisen auf eine Besiedlung des Gebietes in römischer Zeit hin. Urkundlich erwähnt wird Percey-le-Grand im 12. Jahrhundert unter dem Namen Perciacum majorem. Aus späterer Zeit sind die Schreibweisen Perceium magnum, Perceyum grande, Pertiaco villa, Perce und Percey le grant überliefert. Der Ortsname leitet sich vom lateinischen Personennamen Patricius und dem Suffix -acum ab, das so viel bedeutet wie Gehöft des Patricius. 
Im Mittelalter gehörte das Dorf zur Freigrafschaft Burgund und darin zum Gebiet des Bailliage d’Amont. Die lokale Herrschaft hatten stets die Herren von Champlitte inne. Henri de Vergy ließ 1255 auf dem Montcierge eine Burg erbauen, von der heute kaum mehr etwas sichtbar ist. Daneben hatte das Kloster Theuley Grundbesitz und Rechte im Dorf. Im Jahr 1445 wurde der Ort von den Écorcheurs verwüstet. Zusammen mit der Franche-Comté gelangte Percey-le-Grand mit dem Frieden von Nimwegen 1678 definitiv an Frankreich. Heute ist Percey-le-Grand Mitglied des 42 Ortschaften umfassenden Gemeindeverbandes Communauté de communes des Quatre Rivières.

## Sehenswürdigkeiten
Die Dorfkirche von Percey-le-Grand, deren Turm mit einem charakteristischen Zwiebeldach ausgestattet ist, wurde von 1785 bis 1790 neu erbaut und 1845 umfassend restauriert. Sie beherbergt Mobiliar und Gemälde aus dem 18. Jahrhundert sowie eine Madonnenstatue aus dem 17. Jahrhundert. Ebenfalls sehenswert sind die ehemalige Grangie des Klosters Theuley und verschiedene Calvaires an den Ortseingängen.

## Bevölkerung
| Jahr                       | 1962 | 1968 | 1975 | 1982 | 1990 | 1999 | 2006 |
| Einwohner                  | 161  | 140  | 130  | 117  | 109  | 97   | 94   |
| Quellen: Cassini und INSEE |      |      |      |      |      |      |      |

Mit 78 Einwohnern (1. Januar 2022) gehört Percey-le-Grand zu den kleinsten Gemeinden des Département Haute-Saône. Nachdem die Einwohnerzahl in der ersten Hälfte des 20. Jahrhunderts deutlich abgenommen hatte (1886 wurden noch 378 Personen gezählt), wurden seit Beginn der 1980er Jahre nur noch geringe Schwankungen verzeichnet.

## Wirtschaft und Infrastruktur
Percey-le-Grand ist noch heute ein vorwiegend durch die Landwirtschaft (Ackerbau, Obstbau und Viehzucht) geprägtes Dorf. Außerhalb des primären Sektors gibt es nur wenige Arbeitsplätze im Ort. Einige Erwerbstätige sind auch Wegpendler, die in den größeren Ortschaften der Umgebung ihrer Arbeit nachgehen.
Die Ortschaft liegt abseits der größeren Durchgangsachsen an einer Departementsstraße, die von Champlitte nach Sacquenay führt. Eine weitere Straßenverbindung besteht mit Saint-Maurice-sur-Vingeanne.